# Palloza

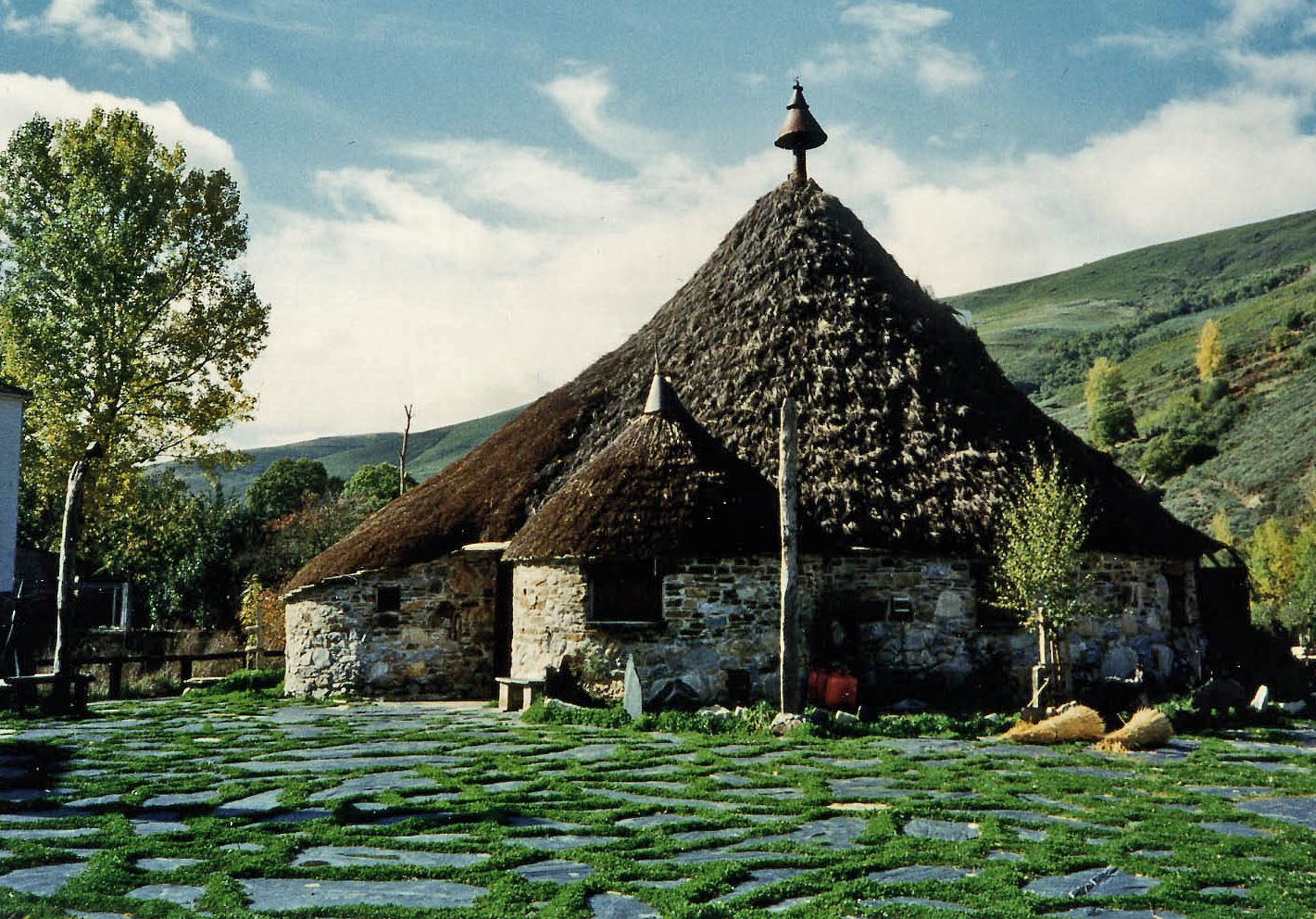
Una palloza a Balboa (Castiglia e León)

Una palloza (in italiano pagliosa; plur.: pallozas) è una casa circolare fatta di paglia.
Vi abitavano le antiche popolazioni celtiche della Penisola iberica (Celtiberi). Oggi se ne trovano ancora tra i contadini della comarca di Ancares (Galizia).
Di forma circolare e con un tetto di paglia di segale, hanno al centro un fuoco sempre acceso.